# Peter Noone
Peter Noone (Davyhulme in Greater Manchester, 5 november 1947) is een Engelse zanger en acteur en incidenteel ook gitarist, pianist en liedjesschrijver. Tussen 1963 en 1971 noemde hij zich Herman en was hij de zanger van de succesvolle popgroep Herman's Hermits.

## Levensloop

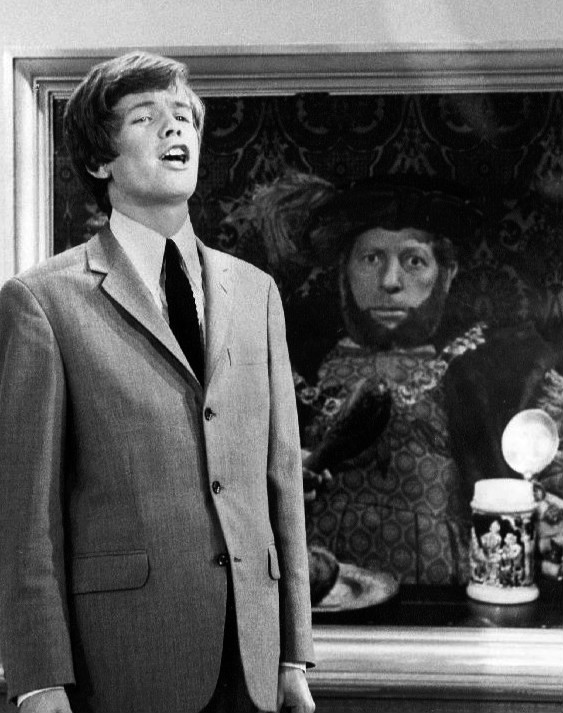
Peter Noone zingt I'm Henry the Eighth, I Am in de Danny Kaye Show in 1966

Peter Noone is de zoon van een boekhouder. Hij volgde lager onderwijs in Flixton en middelbaar onderwijs in Manchester. Al tijdens zijn middelbareschooltijd mocht hij kindrollen spelen in televisieprogramma’s, waaronder de rol van Stanley Fairclough in de soapserie Coronation Street. Daarna studeerde hij zang en toneel aan de Manchester School of Music, waar hij een onderscheiding won: de Outstanding Young Musician Award. Hij werkte in deze tijd vaak onder de artiestennaam Peter Novak.
In 1963 – Noone was toen 15 – stichtte hij samen met Derek Leckenby (sologitaar), Keith Hopwood (slaggitaar), Karl Green (basgitaar) en Barry Whitwam (drums) de popgroep Herman’s Hermits, waar hij onder de naam Herman optrad als zanger en (in contacten met de pers) woordvoerder. Al hun eerste plaat, I'm into Something Good, bereikte de eerste plaats in de UK Singles Chart, de Britse hitparade. De plaat was de eerste van een lange reeks successen, zowel in het Verenigd Koninkrijk als in de Verenigde Staten. Mrs. Brown, You've Got a Lovely Daughter en I'm Henry the VIII I am behaalden in de VS de eerste plaats. In eigen land was dat voor hen niet meer weggelegd; de grootste successen na hun debuutsingle waren Silhouettes met een derde en My Sentimental Friend met een tweede plaats in de UK Singles Chart.
In Nederland haalde de groep twee keer de top tien: met No Milk Today (1 in de Veronica Top 40 en de Parool Top 20) en Dandy (een derde plaats).
De groep trad ook op in een paar films van Metro-Goldwyn-Mayer, waarvan één de naam Mrs. Brown, You've Got a Lovely Daughter kreeg.
In 1971 stapten Peter Noone en Keith Hopwood uit de groep. Noone begon een solocarrière en nam een reeks singles op. Eén daarvan, Oh! You Pretty Things, bereikte de twaalfde plaats in de UK Singles Chart. Het nummer was geschreven door David Bowie, die ook de pianopartij voor zijn rekening nam. In de VS had Noone een paar kleine hitjes, waaronder een nieuwe versie van zijn oude succesnummer I'm into Something Good.
In de vroege jaren tachtig leidde Noone een new wave-groep met de naam The Tremblers. De andere leden waren Greg Inhofer (keyboard), Robert Williams (drums), George Conner (sologitaar) en Mark Browne (basgitaar). De groep verzorgde een reeks optredens en maakte een album, Twice Nightly. Daaraan werkten ook Dave Clark en leden van The Heartbreakers van Tom Petty en de begeleidingsgroep van Elton John mee.
Na het uiteenvallen van The Tremblers maakte Noone een solo-album, One of the Glory Boys. Later in de jaren tachtig en in de jaren negentig speelde hij rollen in musicals, toneelstukken en tv-stukken. Zo zong hij de rol van Frederic in de komische opera The Pirates of Penzance van William S. Gilbert en Arthur Sullivan. In de vroege jaren negentig presenteerde hij voor het tv-netwerk VH1 vier jaar lang de show My Generation, gewijd aan de popmuziek van de voorgaande generaties.
De drummer Barry Whitwam  ging door met Herman’s Hermits. Zijn groep noemt zich tegenwoordig meestal Herman's Hermits starring Barry Whitwam. In 1973 toerde Peter Noone met deze groep onder de oude naam Herman’s Hermits door de Verenigde Staten. Sinds 2001 treedt ook Peter Noone regelmatig op met zijn eigen versie van Herman’s Hermits, die zich Herman's Hermits starring Peter Noone noemt. Daarnaast speelt hij nog steeds toneel.

## Privéleven
Sinds 5 november 1968 is Noone getrouwd met de Française Mireille Strasser. Strasser is joods en Noone rooms–katholiek. Voor het huwelijk in de Immaculate Conception Church in Mayfair, Londen had het paar een speciale dispensatie nodig. Het paar heeft een dochter.